# دلائل الصدق لنهج الحق
دلائل الصدق لنهج الحق، تألیفی است به زبان عربی از محمدحسن مظفر در دفاع از کتاب نهج الحق علامه حلی که توسط فضل بن روزبهان مورد نقد و هجمه قرار گرفته‌است. این کتاب در هفت جلد توسط انتشارات مؤسسه آل بیت چاپ گردیده‌است.

## توضیحات اثر
علامه حلی در موضوع امامت، کتابی را با عنوان نهج الحق به نگارش درآورد و در آن از مسئله امامت دفاع نمود. پس از نگارش این کتاب (حدود ۲۰۰ سال بعد از نگارش کتاب توسط علامه)، فضل بن روزبهان در رد کتاب علامه حلی، کتابی به نام ابطال النهج الباطل نگاشت و در آن به رد استدلال‌های علامه حلی پرداخت. علماء شیعه نیز در دفاع از نهج الحق علامه و در رد کتاب فضل، اقدام به نگارش کتب مختلفی کردند که کتاب دلائل الصدق لنهج الحق از جمله آنهاست. کتاب نهج الحق علامه، در هشت مسئله نگارش یافته‌است؛ از جمله:
1. مسئله ادراک
2. مسئله نظر و فکر
3. مسئله صفات خداوند
4. مسئله نبوت
5. مسئله امامت (که اکثر فضای کتاب را شامل می‌شود)
6. مسئله معاد
7. مسائل اصول فقه
8. مسائل اختلافی مذاهب اهل سنت با قرآن و سنت نبوی

بر رد کتاب فضل بن روزبهان کتب مختلفی نگارش یافته‌است، از جمله آنها کتاب احقاق الحق و ازهاق الباطل تألیف نورالله شوشتری است، از دیگر کتاب‌ها، الرد علی الفضل تألیف آقا محمدتقی بن آقا عبدالحسین بن وحید بهبهانی و کتاب اجلی البرهان تألیف سید علی میلانی است. آقابزرگ طهرانی دربارهٔ کتاب دلائل الصدق لنهج الحق می‌نویسد که این کتاب، تتمیم و تکمیل کتاب نورالله شوشتری است.
مظفر در این کتاب، ابتدا کلام علامه حلی را در کتاب نهج الحق آورده و سپس نقدهای فضل را بیان کرده و در نهایت کلام فضل را رد می‌کند. در برخی موارد نیز به کتابی که در نقد ابن تیمیه نوشته‌است، ارجاع می‌دهد. مظفر در این اثر، تنها بخش مربوط به اصول دین را بیان کرده‌است و در دلیل این کار آورده‌است که: «اصول دین، اصل دین است و اگر خدا کسی را توفیق بدهد که برای تبعیت از حق در این کتاب بنگرد، از سخن دربارهٔ اصول فقه و فروعات آن بی‌نیاز خواهد بود.»
مظفر مطالب کتابش را در یک مقدمه نسبتاً طولانی و پنج مبحث تدوین کرده‌است:
- مسئله اول: وجوب عصمت امام
- مسئله دوم: امام باید از دیگران افضل و برتر باشد
- مسئله سوم: راه تعیین امام
- مسئله چهارم: تعیین امام پس از رسول خدا و دلالت عقل بر امامت علی بن ابی‌طالب
- مسئله پنجم: ذکر برخی از فضایلی که وجوب امامت علی بن ابی طالب را به اثبات می‌رساند.

## ترجمه
ترجمه این کتاب توسط محمد سپهری به فارسی صورت گرفته که در انتشارات امیرکبیر به چاپ رسیده‌است. در این ترجمه، بخش مطاعن حذف گردیده‌است.

## جوایز
کتاب دلائل الصدق لنهج الحق به چاپ آل البیت قم، در سی و پنجمین دوره جایزه کتاب سال جمهوری اسلامی، مورد تجلیل قرار گرفت و جایزه کتاب برگزیده سال در حوزه دین را دریافت کرد.